# Kormagnostus
A Kormagnostus a háromkaréjú ősrákok (Trilobita) osztályának az Agnostida rendjéhez, ezen belül az Agnostina alrendjéhez és az Agnostidae családjához tartozó nem.

## Rendszerezés
A nembe az alábbi fajok tartoznak:
- Kormagnostus boltoni
- Kormagnostus copelandi
- Kormagnostus seclusus